# Harrisia tephracantha
Harrisia tephracantha és una espècie fanerògama que pertany a la família de les cactàcies.

## Descripció
Harrisia tephracantha creix de forma arbustiva en forma d'arbre, es ramifica principalment per sobre del sòl i pot arribar a créixer fins a 3 metres d'alçada. Les tiges són de color verd blau a gris-verd, tenen diàmetres de fins a 6 centímetres. N'hi ha vuit costelles arrodonides i geperudes. L'única forta espina central, inicialment de color marró més tard serà de color blanc cendrós. Les quatre a set espines blanques tenen una punta marró. Les flors poden arribar a fer una longitud de 18 a 22 centímetres.

## Distribució
Harrisia tephracantha es distribueix als departaments bolivians de Cochabamba, Chuquisaca, Potosí, Santa Cruz i Tarija.

## Taxonomia
Harrisia tephracantha va ser descrita per (Labour.) D.R.Hunt i publicat a Bradleya; Yearbook of the British Cactus and Succulent Society 5: 92. 1987.
Etimologia
Harrisia: nom genèric que va ser anomenat en honor del botànic irlandès William Harris, qui va ser Superintendent de jardins públics i plantacions de Jamaica.
tephracantha epítet grec que significa "espines de color gris cendra".
Sinonímia
- Cereus tetracanthus Labour. (1855) (basiònim)
- Echinopsis tetracantha (Labour.) Anceschi & Magli (2013)
- Eriocereus tephracanthus (Labour.) Riccob. (1909)
- Eriocereus tetracanthus (Labour.) Riccob. (1909)
- Roseocereus tetracanthus (Labour.) Backeb. (1942)[3]